# Avicularia subvulpina
Avicularia subvulpina is een spin uit de familie vogelspinnen (Theraphosidae) en lid van het geslacht Avicularia. Deze spin treft men in geheel Zuid-Amerika aan.